# Lijst van islamitische feest- en gedenkdagen
Dit is een lijst van islamitische feest- en gedenkdagen.
- Suikerfeest, afsluiting van de vastenmaand ramadan
- Offerfeest, afsluiting van de hadj en herinnering aan het Offer van Abrahams zoon door Abraham

Daarnaast worden de volgende dagen door verschillende groeperingen in acht genomen:
- Asjoera, sjiieten herdenken van de Slag bij Karbala en soennieten de Uittocht van Mozes (Musa) uit Egypte
- Isra en Mi'raj, de nacht van de Hemelreis door Mohammed
- Laylat al-Qadr, de nacht van de openbaring van de Koran
- Mawlid an-Nabi, de geboortedag van Mohammed